# نوت سينون
نوت سينون (10 أكتوبر 1985 ببنوم بنه في كمبوديا - ) هو لاعب كرة قدم كمبودي في مركز الهجوم. شارك مع منتخب كمبوديا لكرة القدم. أما مع النوادي، فقد لعب مع نادي سفاي رينغ وAsia Euro University ‏ وTri Asia Phnom Penh FC ‏ وNagaworld FC ‏ وBuild Bright United FC ‏ وChhlam Samuth ‏ وMilitary Police ‏.

## وصلات خارجية
- نوت سينون على موقع قاعدة بيانات كرة القدم.إي يو (الإنجليزية)
- نوت سينون على موقع ناشيونال فوتبول تيمز (الإنجليزية)